# Арнау, Франк
Франк Арнау (при рождении нем. Heinrich Karl Schmitt, вариант имени Гарри Чарльз (Harry Charles); 9 марта 1894, Вена — 11 февраля 1976, Мюнхен) — немецкий писатель и журналист, сценарист, редактор, антифашист. Автор множества детективов; к 1970 году общий тираж его книг достиг 1,4 миллиона проданных экземпляров. Подозревался в сотрудничестве со Штази и был вовлечён в кампанию по дискредитации А. И. Солженицына. Известен также как филателист.

## Биография

### Ранние годы
Отец Арнау — швейцарец, менеджер и генеральный директор гостиницы. Франк Арнау родился под именем Генрих Шмитт как швейцарский гражданин, в 1920 году получил немецкое гражданство, которого он был снова лишён в 1934 году.
Литературную деятельность он начал в 1912 году как автор полицейской хроники в газете. Позднее он начал освещать и новинки в мире кино и театра, он также работал в качестве бизнес-консультанта. Но впоследствии особую известность Арнау приобрёл именно на поприще детективной литературы. В 1930 году он подал заявление об изменении имени и фамилии после того, как уже 11 его книг были опубликованы под псевдонимом Франк Арнау.

### Эмиграция

#### Изгнание в Европе
С приходом к власти Гитлера Арнау из-за своего неприятия национал-социализма был вынужден эмигрировать. В 1933 году он бежал через границу в Голландию. Он жил в изгнании, в основном, в Испании, где он провёл почти три года, затем последовательно во Франции, в Голландии и в Швейцарии. Шесть лет изгнания в Европе характеризовались борьбой с нацизмом, первый кульминационный момент этой кампании, публикация его романа «Die „braune“ Pest» («Коричневая чума») газете «Volksstimme» («Голос народа») в Саарбрюккене в 1934 году. В том же году он был лишен немецкого гражданства («Эйнштейн-лист»), а его активы конфискованы. За Арнау постоянно шпионили гестаповцы из-за его статей во французской прессе и в немецких эмигрантских газетах о милитаризации Германии и о нацистской пропаганде за рубежом. Ему угрожали похищением и смертью.
Арнау был вовлечен в скандал вокруг немецкоязычной «Pariser Tageblatt» («Парижской ежедневной газеты»), когда в 1936 году её редакция выступила против издателя В. А. Полякова, публично обвинив его в симпатиях к нацистам. Редакция, в частности, с финансовой помощью Арнау, основала конкурирующую газету «Die Pariser Tageszeitung» («Парижский ежедневник»). Взбунтовавшиеся редакторы и их союзники пользовались среди немецких эмигрантов огромной общественной поддержкой, потому что очень многие легко принимали на веру недоказанные обвинения, выдвинутые против издателя. Это позволило редакторам и их сторонникам совершить ряд незаконных действий. Они ворвались в редакцию «Pariser Tageblatt» и избили её нового редактора Рихарда Левинсона так, что он попал в больницу.
Они также выкрали базу данных «Pariser Tageblatt» по клиентам, и тем самым окончательно уничтожили эту газету, так как при отсутствии выручки «Pariser Tageblatt» была вынуждена прекратить своё существование. Некоторое время спустя в кругах немецкой эмиграции по инициативе журнала «Das Neue Tagebuch» («Новый дневник») Леопольда Шварцшильда был создан следственный комитет. Шварцшильд был широко известной в эмиграции личностью, в следственном комитете также участвовали бывший главный редактор «Pariser Tageblatt» Георг Бернхард и Бертольд Якоб. Чуть позже следственный комитет установил, что утверждения, порочащие Полякова, не имели основания и были выдвинуты необоснованно. Арнау, однако, даже в автобиографии 1972 года всё ещё придерживался версии, согласно которой Поляков «флиртовал» с нацистами. Есть подозрения, что переворот в «Pariser Tageblatt» был профинансирован из Москвы.

#### Переезд в Бразилию
28 мая 1939 года Арнау выехал, по его собственным словам, по приглашению диктаторского правительства Жетулиу Варгаса в Бразилию. Хотя он был антифашист, он публиковался в проправительственной газеты «Noite» на португальском языке. Мало того, глава прессотдела пропаганды Лоуривал Фонтес (Lourival Fontes) предоставил ему статус журналиста, хотя это было незаконно, так как по бразильским законам только граждане страны имели право быть профессиональными журналистами. Арнау, въехавший в Бразилию в качестве гражданина Швейцарии, жил со своей первой женой и дочерью в Рио-де-Жанейро, где он среди прочего работал фрилансером для различных газет, в частности, «Correio da Manhã». Но его основным источником дохода была работа в качестве консультанта информационного отдела посольства Великобритании, а с 1942 года в том же качестве в посольстве США. Из-за этого его подозревали в шпионаже в пользу Великобритании или Германии или в том, что он двойной агент. Для бразильских газет имели значение составленные им карты театров военных действий и немецкого отступления.
Арнау также в качестве специального корреспондента бразильских газет четыре раза ездил в Германию и без особых усилий поддерживал контакты с пробуждающимся немецким «большим бизнесом», предлагая советы и поддержку с помощью своих связей с бразильскими правительственными кругами и промышленниками в достижении более легкого доступа в Бразилию.
У Арнау были все данные, а именно языковые навыки (французский, испанский, португальский и, наконец, немецкий языки), способность приспособиться к бразильскому менталитету и журналистский опыт для того, чтобы сделать карьеру в Бразилии. Невовлечённость Арнау в судьбу других беженцев отчетливо ясна из его автобиографии, в которой они даже не упомянуты. Один из беженцев, немецкий монах-бенедиктинец еврейского происхождения Паулус Гордан, сказал об Арнау, что он «был колоритный персонаж, который играл главную роль в своём собственном романе».

### Возвращение в Германию
В 1955 году Арнау, наконец, вернулся в Германию. Он работал редактором в журнале «Stern», часто писал «едкие» редакционные статьи для мюнхенской «Abendzeitung», а также являлся внештатным пресс-дилером.
Он продолжил свою карьеру судебного журналиста, постоянно вызывающего противоречия. Среди прочего, он обвинял во лжи федерального президента Генриха Любке. Любке всегда утверждал, что он никогда бы не имел ничего общего с концлагерями.
Арнау также был в течение некоторого времени президентом Немецкой лиги по правам человека.
Самым большим успехом Арнау была, вероятно, его книга «Kunst der Fälscher — Fälscher der Kunst» («Искусство фальсификатора — фальсификатор искусства») 1959 года издания, которая привлекла внимание всего мира и была переведена на двенадцать языков. «Глаз закона» (1962 года издания), книга о власти и бессилии уголовного розыска, также получила международное признание.
В книге «Kriminologie an Realfällen der Zeitgeschichte als Altershobby» («„Криминология в реальных случаях современной истории как возрастное хобби“») он рассмотрел один из самых зрелищных процессов послевоенного периода — процесс Веры Брюне. В 1967 году он опубликовал историю «Kriminalität von den biblischen Anfängen bis zur Gegenwart» («Преступления с библейских времён до наших дней»).
В 1970 году Арнау переехал в Биссоне в швейцарском кантоне Тичино. В декабре 1975 Арнау тяжело заболел и 11 февраля 1976 года умер в больнице Мюнхена от инсульта в возрасте 81 года.

## Кампания против Солженицына
Франку Арнау предназначалась определённая роль в кампании по дискредитации Солженицына, проводимой КГБ после высылки писателя. В плане агентурно-оперативных мероприятий по разработке Солженицына (в терминологии КГБ — «Паука») на 1975 год, ставшему известным благодаря Архиву Митрохина, говорится:
Для дальнейшей компрометации «Паука» перед мировой общественностью через имеющиеся возможности подготовить на основе имеющихся материалов и опубликовать на Западе:
— книги швейцарского писателя «А», западно-германского журналиста «Х» и известного писателя ГДР «Т»; <…>

— <…> продвинуть на запад материалы о «Пауке», раскрывающие факт его сотрудничества с органами государственной безопасности в качестве агента…
через МГБ ГДР установлен контакт со швейцарским писателем Арнау, ему была организована поездка в Москву, там ему даны были материалы КГБ и он стал работать над книгой "Я знаю Ивана Денисовича". В швейцарском журнале "Фемина" № 22 от 30 октября 1974 года Франк Арнау выступил со статьёй против Солженицына, представив его как общеизвестного изобличённого лжеца.
В начале 1976 года КГБ сообщал в ЦК КПСС:
Так, известный швейцарский писатель Ф. Арнау в статье «Солженицын — общеизвестный изобличённый лжец», опубликованной в журнале «Феми<на>» (Швейцария), обвинил Солженицына «в умышленном нагнетании обстановки страха западных читателей перед коммунизмом и получении огромных гонораров за клевету на свою родину».
Но Арнау в тот момент был уже смертельно болен. И хотя широко распространено мнение, что незадолго перед смертью Арнау работал над книгой под названием «Без бороды. Разоблачение Александра Солженицына», призванной доказать, что Солженицын в ГУЛАГе и после него сотрудничал с советскими спецслужбами, эта книга так и не была опубликована. Дальнейшее участие уже не самого Арнау, а его имени отражает план оперативных мероприятий, датируемый началом 1978 года:
Представители КГБ СССР и МГБ ГДР (старший офицер связи Представительства КГБ в ГДР Бызов Л., от 5 Управления КГБ СССР Широнин В. С., заместитель начальника Главного управления А МГБ ГДР Кнауст Ханс) согласовали совместный план проведения активного мероприятия против Солженицына (оперативная кличка «Паук»). Акция «Вампир-1» — публикация основных документов не только компрометирует «Паука» как личность, но и закладывает основу для дальнейших действий по локализации враждебной деятельности «Паука» и Русского социального фонда и Всероссийской мемуарной библиотеки. Развитие акции рассчитано на поэтапный период продолжительностью до двух лет по следующей схеме.
В западногерманском журнале «Нойе политик» № 2 за 1978 год (издатель Вольф Шепке?) публикуется статья под названием «Донесение агента Ветрова», то есть Александра Солженицына, и сопроводительная к ней в виде «личных записей Шерифа».

Активное мероприятие осуществлено при помощи нелегала МГБ ГДР «Корфа» через его доверительную связь «Альберс». Личные записи «Шерифа» легендируют появление агентурного донесения «Ветрова». Сведения в статье представлены как часть посмертного архива «Шерифа». <Далее следует перечисление, куда месяц за месяцем должен быть послан журнал «Нойе политик»>.
Точка зрения, что статья, приписываемая Арнау, была написана не им, высказывалась и ранее на основе неожиданно глубоких для немецкого писателя познаний автора в сленге заключённых Особлагов 1950-х годов.

## Вклад в филателию
Арнау был также филателистом и несколько раз заново начинал коллекционирование марок. Написанная им «Энциклопедия филателии», первое издание которой вышло в 1957 году, была переиздана в 1967 году в расширенном виде под названием «Справочник филателии» и считается одним из его выдающихся вкладов в немецкую филателию. Союз немецких филателистов писал о нём, что «как до, так и после него никто больше никогда не достигал такой популяризации <филателии> в качестве хобби среди широких кругов населения».
Кроме того, после войны Арнау основал в Бразилии компанию роскошных канцелярских принадлежностей Artes Gráficas Arnau, которая, помимо прочего, печатала марки бразильской почты. Среди изданных фирмой Арнау знаков почтовый оплаты можно выделить, например, почтовый блок «400-летний юбилей Баии», который был удостоен звания лучшей и самой красивой почтовой марки года.

## Почётные звания и награды
Франком Арнау были получены следующие звания и награды:
- Почётная докторская степень от Университета Гумбольдта в Берлине (ГДР, 1968).
- Золотой почётный знак «За заслуги перед Австрийской Республикой» (1970, Австрия)[16].
- Награда полиции Малайзии.
- Награда полиции австралийского штата Новый Южный Уэльс.

## Произведения

### Детективы
- 1929 — Der geschlossene Ring
- 1933 — Männer der Tat
- 1944 — Die Maske mit dem Silberstreifen
- 1953 — Auch sie kannten Felix Umballer
- 1956 — Pekari Nr 7
- 1957 — Tanger nach Mitternacht
- 1957 — Verwandlung nach Mitternacht
- 1957 — Mordkommission Hollywood
- 1957 — Der geschlossene Ring
- 1958 — Nur tote Zeugen schweigen
- 1958 — Jenseits aller Schranken
- 1958 — Heisses Pflaster Rio
- 1958 — Heißes Pflaster Rio
- 1959 — Nur tote Zeugen schweigen
- 1959 — Lautlos wie sein Schatten[англ.]
- 1960 — Der perfekte Mord[англ.]
- 1960 — Der letzte Besucher
- 1960 — Das andere Gesicht
- 1961 — Die Dame im Chinchilla[англ.]
- 1961 — Der letzte Besucher
- 1962 — Heroin AG
- 1962 — Im Schatten der Sphinx
- 1963 — Der Mord war ein Regiefehler
- 1963 — Schuss ohne Echo
- 1963 — Verwandlung nach Mitternacht
- 1964 — Der Mord war ein Regiefehler
- 1965 — Mit heulenden Sirenen
- 1968 — Das verbrannte Gesicht
- 1984 — Das verschlossene Zimmer (посмертно)

### Иные
- 1934 — Die braune Pest
- 1959 — Kunst der Fälscher — Fälscher der Kunst. 3000 Jahre Betrug mit Antiquitäten.
- 1960 — Brasilia. Phantasie und Wirklichkeit. Prestel-Verlag, München.
- 1962 — Im Schatten der Sphinx
- 1964 — Warum Menschen töten
- 1966 — Jenseits der Gesetze
- 1967 — Die Straf-Unrechtspflege in der Bundesrepublik
- 1971 — Tatmotiv Leidenschaft
- 1972 — Lexikon der Philatelie
- 1972 — Gelebt, geliebt, gehasst (Автобиография)
- 1974 — Watergate — Der Sumpf

### Киносценарии
- 1931 — Kampf
- 1932 — Täter gesucht (по роману «Der geschlossene Ring»)